# Thet
Els thet o chak són un poble minoritari de Myanmar i Bangladesh que parla una llengua tibetobirmana de la branca asakiana, actualment en perill de desaparició. El cens de 1901 de Myanmar ja en registrava la presència sota el nom de Thet. A Myanmar hi viuen uns 1.900 thet, sobretot a l’estat d'Arakan, mentre que a Bangladesh la comunitat supera les 3.000.
Es calcula que la població thet és d’entre 3.000 i 6.000 persones, concentrades sobretot als municipis de Maungdaw, Buthidaung i Rathedaung, amb comunitats més petites a Yangon i en altres ciutats. Les dades demogràfiques, però, poden variar significativament segons la font consultada.
D'orígens incerts, probablement es van separar dels kadu al segle xiii i han patit successives migracions a causa de conflictes amb els rakhine i per la inestabilitat política de la regió. Tradicionalment dedicats a l’agricultura i a la caça de subsistència, han viscut en comunitats aïllades.
La tradició religiosa dels thet és el budisme theravada, tot i que conserven pràctiques animistes, i no es coneixen conversos al cristianisme. Segons algunes referències, es tracta d’una comunitat molt antiga, considerada entre les més velles i petites de la regió des de l’època dels pyu. Els Thet han estat descrits per alguns viatgers i investigadors com a recognoscibles pels ornaments auriculars de grans dimensions, sovint elaborats amb plata o bambú. Aquesta característica cultural ha estat destacada tant en relats acadèmics com en itineraris turístics de la zona de Mrohaung.
Mantenen costums i celebracions distintives, com el Dia Nacional Thet.